# Заимов, Халик Шакирович
Халик Шакирович Заимов (баш. Халиҡ Шәкир Заимов; 1914—1977) — советский башкирский композитор, педагог, музыкально-общественный деятель. Член Союза композиторов СССР, председатель Союза композиторов Башкирской АССР (1953—1954).

## Биография
Родился 13 ноября 1914 года в деревне Султаево Челябинского уезда Оренбургской губернии (ныне — Сосновского района Челябинской области).
В 1937 году окончил Уфимское музыкальное училище по классической скрипке, а в 1940 году — башкирскую студию при Московской консерватории имени П. И. Чайковского по классу композиции профессора В. А. Белова.
В 1952 году заканчивает основной курс консерватории по классу профессора А. Н. Александрова.
В 1941—1944 гг. служил музыкантом военного оркестра Уфимского гарнизона.
В 1952—1956 гг. и 1963—1977 гг. работал в столице Башкирской АССР.
В 1956—1963 гг. был директором Детской музыкальной школы п. Лыткарино Московской области, а с 1963 года до самой смерти являлся директором Уфимского училища искусств.

## Творчество
Совместно с композитором А. Э. Спадавеккиа является автором оперы «Акбузат». Опера была создана по либретто Б. Бикбая и К. Даяна. Её сюжет лежит на основе башкирского эпоса «Акбузат». Опера «Акбузат» является одной из первых сказочно-исторических башкирских опер.
По либретто Н. Канина и Х. Мустаева на балет «Черноликие», написанный на основе повести М. Гафури, Заимовым в соавторстве с А. Г. Чугаевым была написана музыка к нему.
К основным произведениям композитора относятся кантата «Башкортостан» на стихи Баязита Бикбая (1947), увертюра для симфонического оркестра (1952), 24 прелюдии для фортепиано (1952), цикл из 16 песен для детей «Счастливое детство» на стихи Б. Бикбая и М. Сюндюкле (1951) и другие.

## Память
- В 1992 году музыкальной школе №13 г. Уфы было присвоено имя башкирского композитора Халика Заимова[1][2].
- 12 декабря 2009 года в концертном зале музыкальной школы г. Лыткарино состоялся концерт в память его основателя и первого директора Халика Шакировича Заимова[3].
- 29 октября 2009 года в деревне Султаево Челябинской области, на родине башкирского композитора Халика Заимова, в доме, где родился музыкант, была открыта мемориальная доска памяти. Также планируется присвоить его имя Султаевской школе и установить бюст композитора перед зданием школы[4].